# Musée de l'holocauste en Grèce
Le musée de l'holocauste en Grèce, en grec moderne : Μουσείο Ολοκαυτώματος Ελλάδος, est un musée, consacré à la Shoah en Grèce, en cours de construction, depuis 2018, à Thessalonique en Grèce. Sa construction a été proposée en 2016 et est financée, en partie, par l'Allemagne, à hauteur de 10 millions d'euros. Le coût total de la construction est estimé à 25 millionsd'euros. La première pierre est posée le 30 janvier 2018. En 2020, à la suite de problèmes rencontrés, il est annoncé le déménagement du site de construction du musée,.

## Contexte
En 1943, les 56 000 Juifs de la ville sont déportés, par 19 trains de l'Holocauste, vers les camps de concentration d'Auschwitz et de Bergen-Belsen, où 43 000 à 49 000 d'entre eux sont assassinés,,.
Entre le XVe et le début du XXe siècle, Thessalonique était la seule ville d'Europe où les Juifs étaient majoritaires.
Cependant, seuls 2 000 Juifs sont revenus après la guerre et il en reste moins de 1 000 aujourd'hui,.
Au total, 80 000 Juifs grecs, soit 85 % de la population juive totale, ont été assassinés au cours de l'Holocauste.

### Source de la traduction
- (en) Cet article est partiellement ou en totalité issu de l’article de Wikipédia en anglais intitulé « Holocaust Museum of Greece » (voir la liste des auteurs).